# Air-Sol Nucléaire de 4ème Génération
L'ASN4G (Air-Sol Nucléaire de 4e Génération) est un programme de missile nucléaire à statoréacteur hypersonique français, en cours de développement, destiné à l'emport de la Tête nucléaire aéroportée [TNA].
Deux Plans d’études amont (PEA) ont été lancés. Le PEA « Camosis » s’intéresse à la furtivité tandis que le PEA « Prométhée » se concentre sur l’hypervélocité, avec des études sur un statoréacteur mixte (effectuant successivement une combustion subsonique, supersonique, puis hypersonique (superstatoréacteur)).

## Description

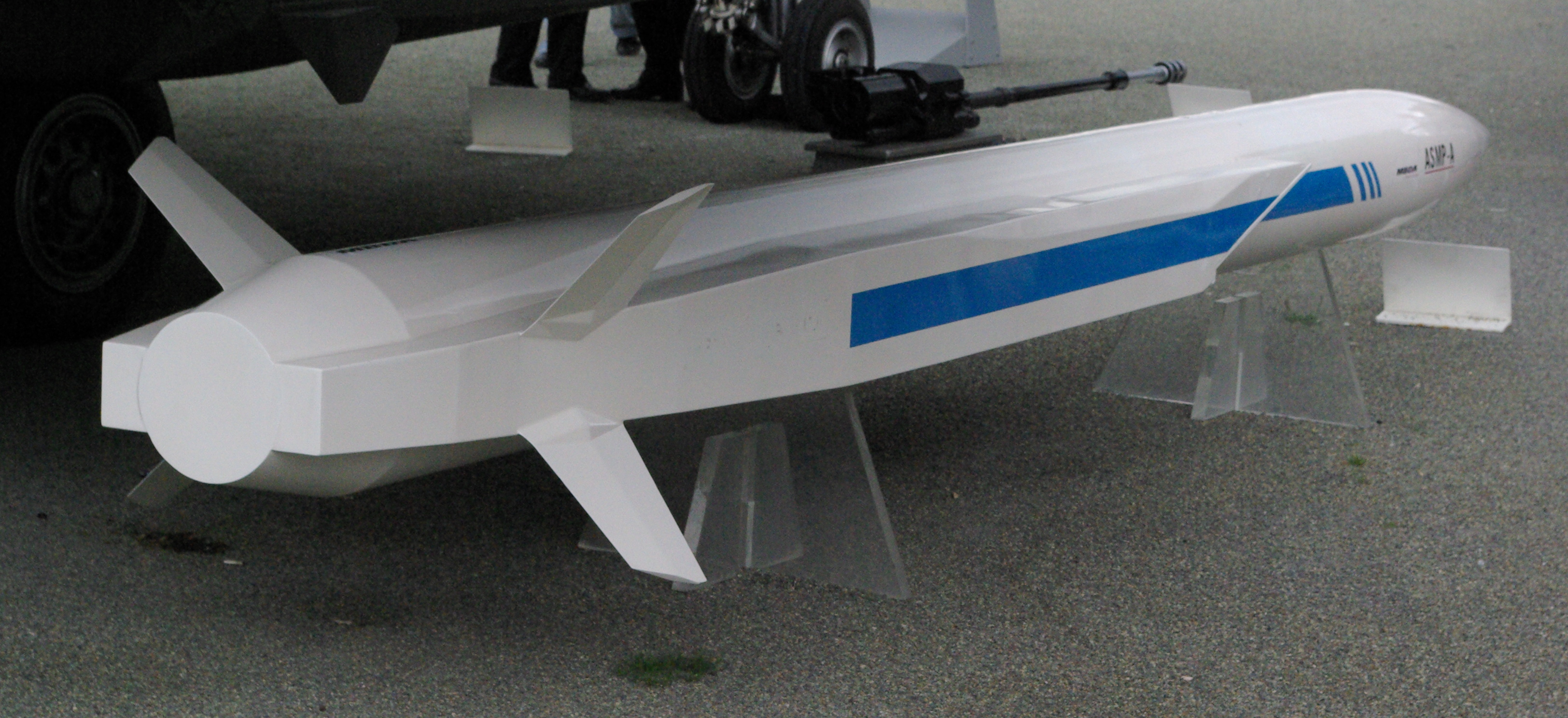
Maquette d'ASMP-A, en service depuis 2006. Le projet ASN4G vise à remplacer les missiles ASMP au sein de la dissuasion nucléaire française.

Le projet ASN4G vise à remplacer le missile ASMP utilisé par la dissuasion nucléaire française, en s'appuyant sur des technologies de pointe,. Deux concepts étaient initialement envisagés : la furtivité ou l'hypervélocité. Finalement, l'option retenue s'oriente vers un missile hypersonique (Mach 7-8) capable de manœuvres complexes, pour contrer les défenses adverses dans un contexte de déni d'accès (A2/AD) croissant,. Sa portée dépassera les 1 000 kilomètres, doublant celle de l’ASMP-A. Développé par MBDA en collaboration avec l'ONERA, l'ASN4G pourra atteindre des vitesses très élevées, rendant sa détection difficile. Il sera compatible avec le Rafale et avec les porte-avions, pour sa mise en service prévue à l'horizon 2035. 
Il pourra être embarqué par les Rafale F5 prévus en 2030.

## Développement
En 2024, la Direction générale de l’armement notifie le marché « MIHYSYS » à l’ONERA et à MBDA. Il va permettre de « poursuivre l’amélioration continue des connaissances, des moyens de prévision et de briques technologiques, y compris alternatives, pour les chambres de combustion des propulseurs aérobies supersoniques et hypersoniques ». Ce programme prévoit notamment le développement de nouvelles capacités et de nouveaux modèles pour la simulation numérique des chambres de combustion avec le code de calcul CEDRE (logiciel de simulation multi-physique pour l’énergétique et la propulsion), de développer des capacités en calcul quantique pour la mécanique des fluides et l’énergétique.
Le 18 mars 2025, le président de la République Emmanuel Macron annonce que la base aérienne 116 Luxeuil-Saint Sauveur sera la première base française dotée du missile hypersonique.